# 佐久間結衣
佐久間 結衣（さくま ゆい、1986年10月22日 - ）は、日本の漫画家。宮城県出身。東京都在住。

## 経歴
2013年5月、26歳で『モーニング』の第63回ちばてつや賞の一般部門で『コンプレックス・エイジ』（読切）が入選した。

## 作品リスト
- コンプレックス・エイジ（『モーニング』2014年25号 - 2015年27号、全6巻）
- Thunderbolt Fantasy 東離劍遊紀（原案：虚淵玄、『モーニング』、全4巻）
- わるいおんなのこ（『コミックDAYS』、全4巻）
- 初恋（原案・脚本：中村雅、『やわらかスピリッツ』、全2巻）
- 時使い魔術師の転生無双 〜魔術学院の劣等生〜、実は最強の時間系魔術師でした〜（原作：葉月秋水、キャラクター原案：あるてら、『ガンガンONLINE（アプリ版）』、全6巻）
- 境界の幽霊（『BE・LOVE』2025年9月号[2]）